# Tourada (canção)
Tourada (Portugal, 1973) foi a canção escolhida como vencedora do Grande Prémio TV da Canção 1973, consequentemente, representou Portugal no Festival Eurovisão da Canção 1973, sendo interpretada em português por  Fernando Tordo. 
Foi a terceira canção a ser interpretada na noite do evento, a seguir à canção belga "Baby, Baby", interpretada pelo duo Nicole & Hugo e antes da canção alemã 
"Junger Tag", interpretada por Gitte. No final, terminou em décimo lugar, recebendo 80 pontos. 

## Autores
A canção foi criada por: 
- Letrista:  Ary dos Santos
- Compositor: Fernando Tordo
- Intérprete: Fernando Tordo
- Maestro: Jorge Costa Pinto
- Orquestrador: Pedro Osório

## Letra
A canção tem uma letra que foi claramente entendida em Portugal como uma metáfora/alegoria em que se comparava a tourada ao decrépito regime ditatorial do Estado Novo. É uma crítica à sociedade portuguesa daquele tempo: "Entram velhas, doidas e turistas / Entram excursões / Entram benefícios e cronistas / Entram aldrabões / Entram marialvas e coristas / Entram galifões de crista" (...).  
Na letra também se faz uma crítica ao snobismo e hipocrisia da sociedade ("Entram cavaleiros à garupa / Do seu heroísmo / Entra aquela música maluca / Do passodoblismo / Entra a aficionada e a caduca / Mais o snobismo e cismo [...]") e às contradições existente na sociedade, bem como aos lucros de alguns ("Entram empresários moralistas / Entram frustrações / Entram antiquários e fadistas / E contradições / Entra muito dólar, muita gente / Que dá lucro aos milhões"). 
Há uma alusão à chamada Primavera Marcelista (Estamos na Praça da Primavera), uma pretensa mudança efetuada no governo de Marcello Caetano – mudavam-se os nomes; p. ex. censura passou a ter o nome de "exame prévio", mas na prática pouco mudava. 
Não se soube como é que a censura vigente na época não conseguiu entender a mensagem transmitida pela letra, que era uma crítica/sátira mordaz ao regime.